# Zharrëz
Zharrëz è una frazione del comune di Patos in Albania (prefettura di Fier).
Fino alla riforma amministrativa del 2015 era comune autonomo, dopo la riforma è stato accorpato, insieme agli ex-comuni di Patos e Ruzhdie a costituire la municipalità di Patos.

## Località
Il comune è formato dall'insieme delle seguenti località:
- Zharez
- Fshat i Ri
- Frasher
- Verbas
- Sheqishte
- Belin